# Фуэнтес Вендлинг, Мануэль
Мануэль Вивиан Фуэнтес Вендлинг (исп. Manuel Vivian Fuentes Wendling; 20 ноября 1944, Конститусьон (Чили) — 16 апреля 2020, Сантьяго) — чилийский журналист, писатель и политик, либерал, националист и антикоммунист. В 1972—1973 — руководитель пропаганды ультраправой организации Родина и свобода. Активно боролся против правительства Сальвадора Альенде. При военной диктатуре Аугусто Пиночета служил в пропагандистском аппарате Правительственной хунты. После восстановления демократии работал в различных медиаструктурах. Автор многочисленных историко-политических и культурологических сочинений.

## Радикал-антикоммунист
Происходил из провинциального среднего класса. Окончил престижный лицей в Курико. С подросткового возраста проявлял политическую активность. Вступил в молодёжную организацию левоцентристской Радикальной партии Чили (РПЧ), затем в РПЧ, возглавлял Федерацию учащихся средних школ Чили, состоял в Чилийской федерации учащихся-лаицистов. В 1962 участвовал в молодёжных протестах против правого президента Хорхе Алессандри. С 1963 работал политическим обозревателем радикальной газеты Golpe. Публиковал свои статьи в Уругвае, Бразилии, США.
Мануэль Фуэнтес Вендлинг придерживался либеральных взглядов, был сторонником антиклерикального свободомыслия. В то же время он был убеждённым чилийским националистом и антикоммунистом. В коммунизме Фуэнтес видел силу, враждебную нации и свободе, выступал за запрет Компартии Чили по закону времён президента-радикала Габриэля Виделы. В Холодной войне он однозначно принимал сторону «США и западного добра против СССР и коммунистического зла». Агитировал против участия чилийцев во Всемирной федерации демократической молодёжи, резко критиковал Режиса Дебре.
В 1969 РПЧ примкнула к блоку Народное единство (UP), созданному социалистами и коммунистами. Мануэль Фуэнтес Вендлинг порвал с РПЧ и присоединился к партии Радикальная демократия (РД) во главе с Хулио Дураном. Возглавлял молодёжную организацию РД. На выборах 1970 активно выступал против UP, поддерживал своего прежнего противника Алессандри. Считал избранного президента Сальвадора Альенде представителем антинациональных сил, грозящих коммунистической диктатурой. Призывал к активному политическому сопротивлению. Был разочарован пассивностью РД.

## Секретарь «Родины и свободы»
В апреле 1971 ультраправые оппозиционеры во главе с Пабло Родригесом создали организацию Родина и свобода (PyL). Родригес предложил известному журналисту Фуэнтесу возглавить пропагандистский аппарат PyL. Фуэнтес согласился — его привлекла радикальная активность PyL и революционные идеологические мотивы. «Почему революционеры обязательно должны быть левыми?» — задавал он риторический вопрос. Фуэнтес Вендлинг оставался либералом, но считал, что только ультраправые, националисты и фалангисты способны остановить коммунистический захват. Фашистского характера PyL он никогда не признавал.
С 1972 Мануэль Фуэнтес Вендлинг стал секретарём PyL по пропаганде и редактором газеты Patria y Libertad. Под его руководством была организована система антиправительственной и антикоммунистической агитации. Пятитысячным тиражом издавалась газета, делались настенные граффити, распространялись листовки, развешивались плакаты. Опытный журналист-пропагандист Фуэнтес старался учитывать аудиторию: в городах антикоммунистические плакаты призывали защищать свободу и собственность («Коммунизм — голод и ненависть»), в деревнях обращались к крестьянской католической религиозности («Дева Кармен, покровительница Чили, зовёт на борьбу с коммунизмом!»). Фуэнтес принял в штат редакции писательницу Мариану Кальехас. Её муж Майкл Таунли организовал подпольное радио Liberación. Материалы PyL регулярно оглашались консервативной радиостанцией Agricultura.
Мануэль Фуэнтес Вендлинг был сторонником самой жёсткой борьбы c правящим UP. Он поддержал генерального секретаря PyL Роберто Тиеме в создании военного крыла (при том, что влиятельные деятели PyL, как Хайме Гусман, были против насильственных методов). В то же время он пытался утихомирить Кальехас и Таунли с их «безумными проектами» типа убийства Альенде. Фуэнтес считал, что Тиеме не смог проконтролировать использование оружия, закупленного им на личные средства. Винтовки и револьверы активисты предпочитали держать для собственной самозащиты, тогда как арсенал PyL — старые дробовики, музейные пистолеты и прочий «металлолом» — по его оценке, «не мог напугать даже кошек». Как бы то ни было, боевики PyL совершили немало диверсий и терактов. После мятежа Танкетасо Мануэль Фуэнтес Вендлинг перешёл на нелегальное положение.

## При режиме Пиночета

### Конфликт с военными властями
11 сентября 1973 правительство Альенде было свергнуто военным переворотом. К власти пришла Правительственная хунта во главе с генералом Аугусто Пиночетом. Установилась многолетняя военная диктатура. Вопреки ожиданиям, «Родина и свобода» не стала значимым элементом нового режима. Более того, уже 13 сентября 1973 Пабло Родригес объявил о роспуске PyL. Военные власти не считали нужным сохранение независимой организации с собственной радикальной идеологией — пусть даже близкой хунте — и опытом вооружённого подполья.
По воспоминаниям Фуэнтеса Вендлинга, большинство активистов PyL оказались не только без политического статуса, но и без работы и зарплаты — зато с репутацией подозрительных террористов. Исключений поначалу было немного, в их числе Пабло Родригес (юрист и советник Пиночета), Энрике Арансибиа Клавель, Мариана Кальехас, Майкл Таунли (сотрудники тайной полиции ДИНА), Роберто Фуэнтес Моррисон (сотрудник авиационной разведки DIFA). Публичные упоминания PyL были нежелательны для властей.
К Рождеству 1973 Мануэль Фуэнтес Вендлинг написал книгу Memorias secretas de Patria y Libertad : y algunas confesiones sobre la guerra fría en Chile — Тайные воспоминания о «Родине и свободе» и некоторые признания о Холодной войне в Чили. Уже после напечатания в типографии книгу запретила военная цензура. На его возражения последовала откровенная угроза отправить на остров Досон. Фуэнтес был шокирован перспективой «чилийской Сибири» в первые же месяцы после победы. По его словам, он вспомнил, как знакомые левые предупреждали его, что будет именно так — но он тогда не поверил. Фуэнтес Вендлинг решился и распространил около тысячи экземпляров. За распространение запрещённого текста в феврале 1974 Фуэнтес Вендлинг был арестован и допрошен. Выдать властям тираж и назвать имена распространителей он отказался — однако был освобождён.

### Публицист-идеолог режима
Упорство Мануэля Фуэнтеса Вендлинга в сочетании с несомненными заслугами перед хунтой произвели позитивное впечатление на некоторых военных чиновников. Он получил должность в информационном отделе министерства иностранных дел (министром являлся вице-адмирал Карвахаль Прадо, активный участник переворота). Затем служил в коммуникационном отделе министерства национального планирования, политическим советником командования ВВС Чили, руководил анализом политической документации в штабе ВМФ Чили, был советником по связям с общественностью Чилийского университета.
В 1978—1983 Мануэль Фуэнтес Вендлинг — заместитель директора чилийского филиала одной из рокфеллеровских НКО и заместитель редактора одного из официозов хунты газеты La Nación. В 1983—1984 работал в Лиме в качестве обозревателя американских и бразильских газет. Затем вернулся в Сантьяго, сотрудничал с рядом чилийских, бразильских, уругвайских, аргентинских, парагвайских и боливийских изданий.
Мануэль Фуэнтес Вендлин являлся видным идеологом пиночетизма. Считался специалистом по марксизму-ленинизму и борьбе с ним. Его антикоммунистические тексты становились важными идеологическими актами хунты. Программная работа была опубликована в октябре 1981: Comunismo y Fuerzas Armadas. Orden y consigna que tienen los agentes de la delincuencia comunista en Chile — Коммунизм и вооружённые силы. Приказы и лозунги агентуры коммунистических преступников в Чили. Фуэнтес Вендлинг разоблачал тезисы Маркса и Ленина, особенно в отношении регулярных армий, резко критиковал свергнутое правительство Альенде, политику СССР и Фиделя Кастро, призывал защищать от коммунизма «священные ценности нации, религии, морали», благодарил вооружённые силы и правоохранительные органы Чили, лично генерала Пиночета за спасение страны от тирании, «подобной той, что установлена над народом Польши».

## После хунты
После восстановления демократии в Чили Мануэль Фуэнтес Вендлинг продолжал журналистскую деятельность. С 1996 по 2004 — директор чилийского филиал медиахолдинга Tiempos del Mundo. С 2006 по 2013 курировал связи с общественностью Института культуры Провиденсии. Издал четырнадцать книг по истории, политике, чилийской культуре. Был женат, затем разведён, имел четверых детей и десятерых внуков. В последние годы жизни вместе с внуком и внучкой писал работу о предотвращении семейных конфликтов на политической почве.
В 1999 опубликованы воспоминания Фуэнтеса Вендлинга о «Родине и свободе» (второй том он не успел закончить). В дополнении автор констатировал, что «Родина и свобода» превратилась в легенду, обросла мифами и воспринимается новыми поколениями типа фантастической «Несси». Он оставался идейным либералом, но до конца жизни был убеждён, что подпольная борьба ультраправых и генеральская диктатура были необходимы для отпора тоталитарно-коммунистической угрозе.
Скончался Мануэль Фуэнтес Вендлинг в возрасте 75 лет. Тело завещал для исследований Анатомической школе Чилийского университета.